# Pietro Bestetti
Pietro Bestetti (Milão, 1 de dezembro de 1898 — Milão, 3 de janeiro de 1936) foi um ciclista italiano que participava em competições de ciclismo de estrada. Foi profissional de 1921 a 1931. Competiu em dois eventos nos Jogos Olímpicos de 1920. Terminou em segundo lugar no Paris-Roubaix 1925 e participou em quatro edições do Giro d'Italia.